# Het spookvliegtuig
Het spookvliegtuig is een  stripverhaal uit de reeks van Jerom.

## Locaties
Dit verhaal speelt zich af op de volgende locaties:
- Morotari-burcht, Filipijnen, Manilla, vliegveld midden in het oerwoud, Tuzon

## Personages
In dit verhaal spelen de volgende personages mee:
- Jerom, professor Barabas, tante Sidonia, Odilon, Mary Bucking, Arthur, John Bucking, boeven

## Het verhaal
Tijdens een storm komt een auto naar de Morotari-burcht, maar deze raakt van de weg. Tante Sidonia ziet het gebeuren op het controlescherm en stuurt Jerom naar het ongeval. Jerom hoort dat de bestuurster op zoek is naar president Arthur en hij neemt de auto mee. Jerom ontdekt even later dat de vrouw ontvoerd is voor ze bij de Morotari-burcht aangekomen is. Hij kan de vrouw bij de twee ontvoerders weghalen en neemt haar mee naar Arthur. Ze vertelt dat ze Mary heet en haar man vliegt met medicamenten naar een eiland bij de Filipijnen. De inwoners zijn afhankelijk van deze medicamenten, maar het vliegtuig wordt bedreigd door een spookvliegtuig. Arthur stuurt Jerom en Odilon met de vrouw mee om haar te helpen. Ze vliegen met een lijnvliegtuig naar Manilla.
Ze ontmoeten de man van Mary, John vertelt over het spookvliegtuig dat boven het oerwoud van Tuzon verschijnt. John vertelt dat de eilandbewoners lijden aan moeraskoorts en zonder medicamenten zullen overlijden. Jerom vliegt mee en ziet een rood vliegtuig. Er ontstaat een gevecht in de lucht en Jerom raakt uit het vliegtuig. Gelukkig kan hij nog net een parachute bemachtigen en landt veilig in het oerwoud. De volgende vlucht kijkt Odilon met zijn verrekijker en zie dat Jerom in een bunker gevangen genomen wordt. Hij gaat naar de bunker en verslaat een van de mannen. Dan ziet hij een schijnwerper op het dak. Dan wordt Odilon onder schot gehouden en hoort dat met deze schijnwerper een driedimensionaal spookvliegtuig wordt geprojecteerd. De mannen hebben uranium gevonden op het eiland en willen John Bucking afschrikken. Als er geen medicamenten meer naar het eiland worden gebracht, zullen de bewoners sterven of verhuizen.
John ligt met koorts op bed en er moeten medicamenten naar het eiland worden gebracht. Mary besluit zelf te vliegen en ziet het spookvliegtuig. Ze wordt onder schot genomen en het vliegtuig wordt getroffen. Mary dropt de medicamenten boven het dorp, maar kan niet lang meer vliegen. Jerom wordt wakker in de bunker en breekt deze af. De boeven zijn verbaasd en Jerom wil ze verslaan, maar hoort dan dat Odilon ook gevangen genomen is. Odilon kan zelf ontkomen en samen met Jerom verslaat hij de boeven. Dan zien ze het vliegtuig neerstorten. Mary springt zonder parachute en ze valt naar beneden. De dorpelingen zien dit gebeuren en gebruiken de parachute die aan de medicamenten vast zat als vangnet. Mary is ongedeerd en stelt John via de radio gerust. Een helikopter haalt de vrienden en de boeven van het eiland.